# Kanton Ceton
Kanton Bretoncelles (francouzsky Canton de Bretoncelles) je francouzský kanton v departementu Orne v regionu Normandie. Byl vytvořen při reformě kantonů v roce 2014 z 28 obcí. V květnu 2016 sestával z 23 obcí (vzhledem k procesu slučování některých obcí).

## Obce kantonu (v květnu 2016)
- Appenai-sous-Bellême
- Bellême
- Bellou-le-Trichard
- Ceton
- La Chapelle-Souëf
- Chemilli
- Dame-Marie
- Eperrais
- Le Gué-de-la-Chaîne
- Igé
- Origny-le-Butin
- Origny-le-Roux
- La Perrière
- Pouvrai
- Saint-Fulgent-des-Ormes
- Saint-Germain-de-la-Coudre
- Saint-Hilaire-sur-Erre
- Saint-Martin-du-Vieux-Bellême
- Saint-Ouen-de-la-Cour
- Sérigny
- Suré
- Vaunoise
- Val-au-Perche [p 1]